# Michal Rabas
Michal Rabas (ur. 9 czerwca 1964 w Pardubicach, zm. 5 listopada 2007 tamże) – czeski ekonomista, polityk, samorządowiec, drugi hetman kraju pardubickiego od 2004 roku.

## Biografia
Urodził się w 1964 roku w Pardubiach jako syn słynnego organisty Václava Rabasa. Po ukończeniu szkoły podstawowej i średniej w rodzinnym mieście podjął w 1982 roku studia na Wydziale Gospodarki Narodowej Wyższej Szkoły Ekonomicznej w Pradze, które ukończył zdobyciem tytułu zawodowego inżyniera w 1987 roku. Następnie odbywał staże i kursy w Ministerstwie Spraw Wewnętrznych Czech, praskiej Wyższej Szkole Ekonomicznej, Prague Business School, Uniwersytecie Johnsa Hopkinsa w Baltimore, Narodowym Banku Czeskim, University Lusofona Lisabon. W latach 90. XX wieku pracował jako referent finansowy, a następnie zastępca dyrektora i dyrektor w jednym z wydziałów w Starostwie Powiatowym w Pardubicach.
Wraz z reformą samorządu terytorialnego w Czechach w 2000 roku i powstaniem samorządowych krajów zaangażował się w działalność polityczną, wstępując do Obywatelskiej Partii Demokratycznej (ODS). Został przewodniczącym regionu pardubickiego tej partii. W tym samym roku został radnym do Zgromadzenia Regionalnego Kraju Pardubickiego oraz zastępcą hetmana. W kolejnych wyborach w 2004 roku objął urząd hetmana krajowego. Na początku 2006 roku zdiagnozowano u niego nowotwór, wobec czego wycofał się z działalności publicznej, koncentrując się na leczeniu i przekazując swoje obowiązki swojemu zastępcy – Romanowi Línkowi. Po operacji powrócił do pracy w październiku tego samego roku, ale musiał niedługo potem ponownie poddać się leczeniu. Zmarł niespełna rok później w 2007 roku.